# 花巻空襲
花巻空襲（はなまきくうしゅう）は、第二次世界大戦（太平洋戦争）中の1945年8月10日に、岩手県稗貫郡花巻町（現・花巻市）に対してアメリカ海軍が実施した空襲。

## 概要
空襲を実行したアメリカ海軍部隊の艦載機戦闘報告書（原本は米国国立公文書館、コピーが日本の国立国会図書館に保存）によれば、アメリカ海軍の航空母艦ハンコックの艦載機22機（SB2C爆撃機12機とF6F戦闘機10機）により、500ポンド爆弾等が20発以上投下された。花巻駅や、その周辺の旅館、住宅などの建物は破壊された。焼失家屋673戸、倒壊家屋61戸、死者42名、負者約150名。県内では2番目に大きな戦争被害となった。町内豊沢町にあった宮沢賢治の生家も焼失し、同所に疎開していた高村光太郎も被災した。
2015年7月に花巻市はアメリカ国立公文書館の太平洋戦争資料から、本空襲に関する資料（攻撃を実施した空母ハンコックの攻撃隊が作成した戦闘報告書のマイクロフィルム）を入手したと発表し、写真を公表した。また、空襲被害の痕跡を含む戦争遺構を同年よりデータベース化する事業を進めている。

## 記念物
花巻駅前広場の一角に、空襲犠牲者の追悼と平和祈念のため1995年に建立された「やすらぎの像」がある。また、藤木大明神（花巻市大通り1丁目）には1955年に建立された「爆弾投下塔 平和の誓」の石塔が、釜石線似内駅には2005年に建立された「平和の祈り」の石碑がそれぞれ存在する。